# Passage du Chemin-Vert
Le passage du Chemin-Vert est une voie du 11e arrondissement de Paris, en France.

## Situation et accès
Le passage du Chemin-Vert est situé dans le 11e arrondissement de Paris. Il débute au 43, rue du Chemin-Vert et se termine au 8, rue de l'Asile-Popincourt.

## Origine du nom
La dénomination de la voie évoque son origine lorsqu'elle traversait des jardins maraîchers.

## Historique
Cette voie est classée dans la voirie parisienne par arrêté municipal du 2 juillet 1993.